# Thryptomene biseriata
Thryptomene biseriata är en myrtenväxtart som beskrevs av John William Green. Thryptomene biseriata ingår i släktet Thryptomene och familjen myrtenväxter. Inga underarter finns listade i Catalogue of Life.